# Ляпидевский, Сергей Семёнович
Сергей Семёнович Ляпидевский (1903—1975) — дефектолог, доктор педагогических наук, профессор, глава кафедры психопатологии и логопедии МГПУ им. Ленина в течение 30 лет. Участник Великой Отечественной войны.

## Биография
Родился в Москве в семье священника Семёна Сергеевича Ляпидевского, настоятеля Храма « Всех Скорбящих Радость на Ордынке». Из рода потомственных священнослужителей города Тулы. о. Симеон подвергался арестам и гонениям. Первый раз арестован в 1918 году. Обвинялся в издательстве религиозного журнала « Кормчий». Окончательно его судьба пока не выяснена. Сергей Семёнович Ляпидевский после окончания педагогического факультета 2-го Московского государственного университета работал заведующим учебной частью психоневрологической школы-санатория при психиатрической окружной больнице в Казани. Одновременно, стремясь углубить свои знания, он поступил на медицинский факультет Казанского университета, а завершил медицинское образование уже в Москве, в 1-м Московском государственном университете. Там же он прошел клиническую ординатуру по невропатологии в клинике профессора Е. К. Сеппа.
С начала Великой Отечественной войны находился в рядах Советской Армии в составе войск 1-го Дальневосточного фронта. Он работал начальником неврологических отделений эвакогоспиталей, а с 1943 г. — консультантом-невропатологом Санитарного отдела 35-й армии. Его военные заслуги были отмечены орденом Красной Звезды и несколькими медалями.
После войны работал в НИИ дефектологии и затем до конца своей жизни возглавлял кафедру психопатологии и логопедии МГПИ им В. И. Ленина. В 40-е годы С. С. Ляпидевский защитил кандидатскую диссертацию, посвящённую детям с последствиями мозговых заболеваний и педагогической работе с ними. Был научным консультантом Института уха, горла, носа Министерства здравоохранения СССР. Автор и редактор учебников для высшей школы, монографий, научных сборников.
С. С. Ляпидевский трагически погиб в 1975 году в результате наезда на него грузовой машины, когда он находился на автобусной остановке. Похоронен в Москве на Химкинском кладбище.

## Профессиональная биография
В 1932 году Сергею Семёновичу поступило предложение организовать кафедру дефектологии в Московском городском педагогическом институте. В том же году кафедра была открыта. Её сотрудниками стали Д. И. Азбукин, Ф. А. Рау, Б. С. Преображенский. За время существования кафедры (с 1932 по 1941 год) были подготовлены свыше тысячи учителей-дефектологов.
Сразу после демобилизации, с 1946 по 1955 год работал старшим научным сотрудником Научно-исследовательского института дефектологии АПН РСФСР (ныне ИКП РАО), одновременно являясь экспертом ЮНЕСКО по дефектологии. Затем в течение долгого времени он возглавлял кафедру психопатологии и логопедии Московского государственного педагогического института. Диапазон проблем, творчески разработанных и освещенных в научных трудах С. С. Ляпидевского, поистине велик. С. С. Ляпидевский много сделал для формирования научной школы кафедры логопедии МГПИ им В. И. Ленина. Большое значения имеют его исследования посвящённые изучению и коррекции людей страдающих заиканием. В большинстве исследований по заиканию упоминается его имя. Он участвовал в создании естественнонаучных основ воспитания и обучения детей с нарушениями речи, изучал вопросы дифференциальной диагностики, детской психопатологии и невропатологии. С. С. Ляпидевский много сделал для создания учебников для дефектологических факультетов. Многие учебники С. С. Ляпидевского, такие как «Невропатология для дефектологов» и «Клиника олигофрении» использовались на протяжении десятков лет в качестве основных на дефектологических факультетах. Его учебник «Невропатология» переиздан в 2000 году и используется при подготовке современных специалистов. Особенностью деятельности С. С. Ляпидевского является то, что он был врачом и педагогом, и поэтому он рассматривал многие вопросы прежде всего, с клинико-педагогических позиций.

## Научные труды
- Невропатология. Естественнонаучные основы специальной педагогики : учебник для вузов.- Москва : Просвещение, 1969 (4-е издание), 2003 (Букинистическое издание)